# 伊達綱宗
伊達綱宗（1640年9月23日—1711年7月19日）是江戶時代初期的陸奥仙台藩第3代藩主。伊達忠宗第六子，母親為左中將櫛笥隆致的女兒貝姬。

## 生平
綱宗幼名為巳之介，他的母親是後西天皇母親典侍櫛笥隆子（逢春門院）的妹妹貝姬，綱宗與後西天皇是表兄弟關係。兄長伊達光宗去世後，身爲六子的綱宗成爲了繼承人。萬治元年（1658年）父親伊達忠宗去世，綱宗就任為伊達氏家督和仙台藩第3代藩主，官位為從四位下、左近衛權少將、陸奥守、美作守。
綱宗自幼年起就甚爲愚鈍，就任藩主後卻只好藝術遊興，而且又酗酒，而丟下藩中事務不管，令到藩臣都非常擔心。伊達政宗的第十子伊達宗勝政治干渉，家臣們亦與綱宗對立。據說綱宗曾用二萬貫買一幅畫，如此荒唐的事被幕府知道，首席老中酒井忠清更向將軍提出分割仙台藩的方案以作懲罰。仙台藩諸奉行及一門眾得知消息後，立即商討對策，最後於萬治3年（1660年），提出了綱宗退隱，由其幼子龜千代繼位藩主的方案，幕府四代德川家綱立即表示同意，家督和藩主之位由綱宗2歲的嫡子龜千代（綱村）繼承。隱居後的綱宗在其餘生的50年醉心於各種藝術，正德元年（1711年）在江戶去世。
昭和56年（1981年）為進行學術調査，對綱宗的屍體研究結果顯示，綱宗身長155cm，血型為A型，死因疑爲咽喉癌。
| 伊達綱宗        |                                |                 |
| 統治者頭銜      |                                |                 |
| 前任： 伊達忠宗 | 仙台藩第3代藩主 1658年－1660年 | 繼任： 伊達綱村 |